# الساندرو نستا
الساندرو نستا (به ایتالیایی: Alessandro Nesta)، (زاده ۱۹ مارس ۱۹۷۶ در رم) بازیکن سابق فوتبال اهل ایتالیا است که در حال حاضر هدایت باشگاه مونتزا را برعهده دارد. از او به عنوان یکی از جنگنده ترین مدافعان تاریخ نیز یاد می‌شود.

## تیم ملی
او بین سال‌های ۱۹۹۶ تا ۲۰۰۶ عضو تیم ملی فوتبال ایتالیا بوده و ۷۸ بازی برای این تیم انجام داده است.